# Vesperus xatarti
Vesperus xatarti, conocido como castañeta,  es una especie de insecto coleóptero de la familia Vesperidae. Estos longicornios se distribuyen por la España peninsular y Baleares y por el sur de Francia.
La castañeta mide entre 18 y 30 mm, estando activos los adultos todo el año excepto en pleno verano; causa importantes daños en el olivo. Las hembras disponen de ovipositor y hacen las puestas en grupo sobre madera.
Para combatirlo se pueden utilizar los siguientes métodos:
- Seguimiento de aparición adultos con trampas.
- Métodos culturales: descortezado.
- Lucha química: contra larvas neonatas, con organofosforados (clorpirifos).
- Lucha biológica: nemátodos.